# چاغلی‌پینار (شاوشات)
چاغلی‌پینار (به ترکی استانبولی: Çağlıpınar) یک منطقهٔ مسکونی در ترکیه است که در شاوشات واقع شده‌است. چاغلی‌پینار ۴۹ نفر جمعیت دارد.